# 勞倫斯·薩默斯

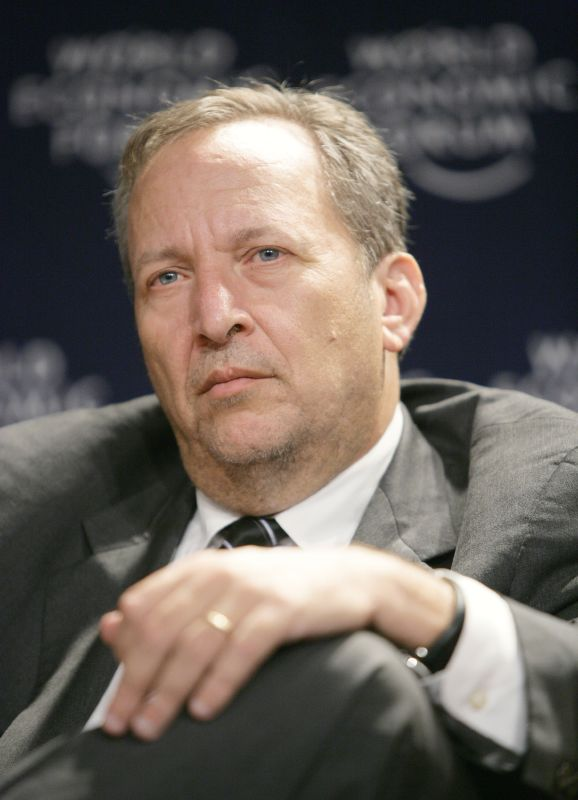
2007年1月

勞倫斯·亨利·薩默斯（英語：Lawrence Henry Summers，1954年11月30日—），美國經濟學家，在柯林頓時期擔任第71任美國財政部部長。因為研究宏觀經濟的成就而獲得約翰·貝茨·克拉克獎並且在2001年至2006年成為哈佛大學的第27任校長。

## 生平
薩默斯出身在美國康乃狄克州的第二大城市紐黑文的一個猶太人家庭，他的父母都是經濟學者和賓夕凡尼亞大學的教授，他的叔叔保羅·薩繆爾森和舅舅肯尼斯·約瑟夫·阿羅都是諾貝爾經濟學獎获得者。
16歲那年他进入了麻省理工學院修讀物理學，后轉修經濟學，1975年畢業获得学士学位。他就读期间曾是麻省理工學院內一名活躍的辯論隊員。此後他成為一名哈佛大學的研究生，跟隨經濟學家馬丁·費爾德斯坦學習，并于1982年畢業获得博士学位。此後他在麻省理工學院和哈佛大學作短期教學，1983年，即28歲那年，薩默斯成為了哈佛歷史上最年輕的教授。2005年12月，薩默斯與哈佛大学的英语教授Elisa New(哥倫比亞大學博士)結婚，薩默斯在此前曾和他的第一任妻子維多利亞·佩里（Victoria Perry）育有三個孩子。

## 專業生涯

### 經濟學者
作為一名研究員，薩默斯在經濟、公共財政、勞工經濟、金融經濟及宏觀經濟等各方面作出重要貢獻。在另一方面，他也活躍於國際經濟、經濟人口學、經濟歷史及發展經濟學。他的工作集中於分析經濟數據來解答明確的問題。譬如：儲蓄能否對稅後利率作出反應？從股票得來的收益能否預測得到？是否大部分人只在過渡性失業時獲得失業優惠？因此他在1993年從美國經濟學會獲得約翰·貝茨·克拉克獎。在1987年，他是首位社會科學家從美國國家科學基金會奪得沃特曼獎。薩默斯也是國家科學學院成員。在眾多的克拉克獎得獎者之中，他被認為最富有爭論的哈佛大學校長候選人。

### 政府官員
1991年，他離開了哈佛，便馬上出任世界銀行的首席經濟師（1991-1993），後來在柯林頓執政期間擔任財政部內很多不同的職位。
1998年，他在國會公開表示反對商品期貨交易委員會對衍生工具的監管。
1999年至2001年，他任美國財政部長，接替他的恩師－羅伯特·愛德華·魯賓。2001年，他離開了財政部回到哈佛大學擔任校長。在擔任校長期間，他曾經觸發三次政治爭議。他曾冒犯環境保護者、平权政策支持者和很多關心婦女問題的婦女，被指涉及性別歧視的爭議言論，導致公眾向哈佛大學施壓，最後他被逼辭職。2006年6月30日，他離開了哈佛，由前大學校長德里克·博克暫時代替並且接受邀請返回到大學擔任教授。另外，依照2006年10月19日的宣佈，他成為了D. E. Shaw & Co 的一個兼職總經理。
2000年，他在一次國會意見聽政會上表示支持通過2000年商品期貨現代化法案，令衍生工具不受任何監管，法案間接造成金融海嘯。
2006年，他成為卓越人士聯席會議成員，負責監察聯合國貿易及發展委員會的工作。
2009年，他被美國總統巴拉克·歐巴馬任命為美國國家經濟委員會(National Economic Council，NEC)主席，負責金融海嘯後美國經濟的復甦政策。

### 商界工作
2008年，他曾為高盛、摩根大通、花旗銀行、雷曼兄弟、美林銀行等華爾街金融機構發表多次演講，並收取共約2700萬美元作為酬勞。
2023年11月22日，萨默斯加入OpenAI董事会。